# Alþingishúsið

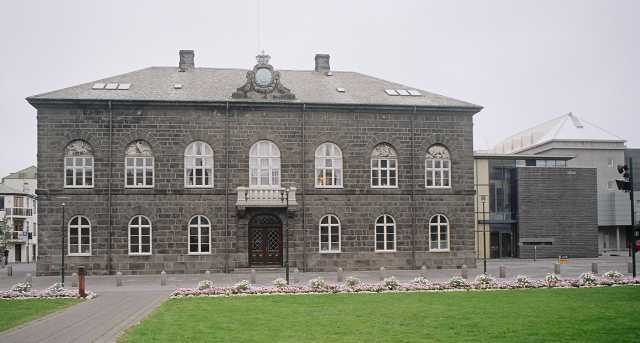
Alþingishúsið

Alþingishúsið (isl. Dom Althingu/parlamentu) – siedziba parlamentu islandzkiego przy placu Austurvöllur w śródmieściu Reykjavíku, zbudowana w latach 1880-1881 według projektu duńskiego architekta Ferdinanda Meldahla w stylu klasycystycznym. Budynek wzniesiony został z ciosów diabazu.
Uprzednio gmach był także siedzibą Islandzkiej Biblioteki Narodowej, kolekcji muzealnej, a następnie Galerii Narodowej. W latach 1911–1940 pierwsze piętro budynku zajmował Uniwersytet Islandzki, natomiast do 1973 znajdowała się tu siedziba prezydenta Islandii.
W sąsiedztwie budynku znajduje się ogród.